# Стоктон, Роберт
Роберт Филд Стоктон (англ. Robert Field Stockton) (20 августа 1795, Принстон, Нью-Джерси — 7 октября 1866, Принстон, Нью-Джерси) — коммодор Военно-морских сил США, участник завоевания Калифорнии во время Американо-мексиканской войны, являлся сенатором от штата Нью-Джерси. Он был флотским новатором и сторонником парового флота. Стоктон происходил из влиятельного рода Морвенов.

## Биография

Герб Роберта Ф. Стоктона

Роберт Филд Стоктон родился в доме Морвенов, по улице Стоктон-Стрит, в городе Принстон, Нью-Джерси. Его семья с времен начала колониального периода занималась политикой, отец Ричард Стоктон был сенатором США, дед Ричард Стоктон служил судьей, а также занимал пост генерального прокурора Нью-Джерси, участвовал в подписании Декларации Независимости. 

### Военно-морская служба
В сентябре 1811 года Роберт Стоктон поступил на службу в ВМФ США. В 16 лет стал мичманом, участвовал в войне 1812 года. Был произведен в лейтенанты и переведен на другой корабль, на котором проходил службу в Средиземном и Карибском морях, у побережья Западной Африки.
Он был первым военно-морским офицером, который принял участие в борьбе с работорговлей и захватил несколько кораблей, перевозивших рабов.
Стоктон, совместно с доктором Эли Айерсом, помог Американскому колонизационному обществу заключить земельный договор, который в дальнейшем привел к созданию государства Либерия.
Один из источников указывал: «Он приставил пистолет к голове царя Золу Дума и заставил подписать документы о передачи части территории».

### Коммерческая деятельность
В конце 1820-х и в 1830-е годы, он занимался коммерцией в Нью-Джерси. С 1883 года Стоктон владел золотым рудником в округе Ориндж, штат Виргиния.

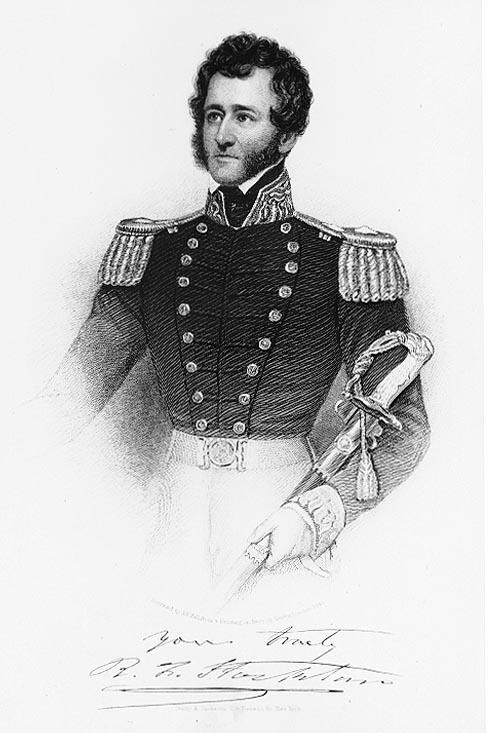
Роберт Ф. Стоктон

### Возобновление военно-морской службы
В 1838 году Стоктон вернулся на военно-морскую службу в чине капитана. Служил в Европе, но в 1840 году ушел в отпуск для продолжения политической деятельности. В 1841 ему предложили должность секретаря ВМС в администрации президента Джона Тайлера, но он отказался и продолжил заниматься успешной работой по продвижению паровых военных кораблей с тяжелым вооружением.
Первый корабль, построенный по инициативе Стоктона, назывался «Принстон», это первый ледокольный пароход. Судно было спроектировано Джоном Эрикссоном и построено в 1843 году. Корабль был вооружен двумя 225-фунтовыми пушками («Миротворец» и «Орегон»), впоследствии одна из пушек взорвалась, в результате чего погибло два человека.
Из-за инцидента со взрывом на «Принстоне» Стоктона перевели служить в Техас, где встретил войну с Мексикой. Сражался как в Мексиканском заливе, так и на суше.

### Политическая деятельность
Стоктон ушел в отставку в мае 1850 года и вернулся в бизнес и политику. В 1851 году он был избран сенатором от демократов Нью-Джерси, продвигал законопроект об отмене физических наказаний на флоте. Ушел в отставку 10 января 1853 и занял пост главы компании "Речные каналы Делавера" до 1866 года.
Он был делегатом мирной конференции 1861 года, которая пыталась остановить Гражданскую войну. В 1863 году он был назначен в отряд милиции Нью-Джерси, когда Конфедеративная армия вторглась в Пенсильванию. Стоктон умер в Принстоне, Нью-Джерси, в октябре 1866 года и похоронен на кладбище Принстона.

## Корабли
- Эсминец DD-73 «Stockton», названный в честь коммодора, был заложен 16 октября 1916 года на верфях в Филадельфии. Спущен на воду 17 июля 1917 года. Первый командир — коммандер Х. А. Балдридж.